# Václav Hovorka
Václav Hovorka   (Txecoslovàquia, 19 de setembre de 1931 - 14 d'octubre de 1996) fou un futbolista txec de la dècada de 1950.
Fou 4 cops internacional amb la selecció de futbol de Txecoslovàquia amb la qual participà a la copa del Món de futbol de 1958.
Pel que fa a clubs, destacà a SK Slavia Praga (anomenat Dynamo Praga a l'època).